# Bloubergstrand
Bloubergstrand is een voorstad van Kaapstad met ruim 2.000 inwoners. De plaats ligt ten noorden van de stad aan de kust van de Tafelbaai. In de buurt van de plaats vond in januari 1806 de Slag bij Blaauwberg plaats, waarmee een einde kwam aan het Nederlandse bestuur over de Kaapkolonie.